# Viking (film)
Viking (på ryska: Викинг) är en rysk dramatisk historisk film från 2016 i regi av Andrej Kravtjuk. Det är Kravtjuks fjärde långfilm och den handlar om Kievriket och bygger på Nestorskrönikan och den nordiska sagalitteraturen.
Den svenske filmskådespelaren Joakim Nätterqvist som spelat Arn Magnusson gör en av rollerna i Viking.

## Handling
Filmen utspelar sig mellan åren 977 och 980. Rurikdynastin styr över ett oenigt rike. Drevljanernas feodalfurste Oleg Svjatoslavitj dödar under en jakt hirdmannen Ljut Svenalditj, Svenalds son. Kievs storfurste Jaropolk Svjatoslavitj får skulden för sin yngre bror Olegs oförutsedda död under dennes misslyckade reträtt till fästningen Ovrutj. Enligt dåtidens lag måste då den yngste och oäkta brodern Vladimir Svjatoslavitj hämnas Olegs död. Men Vladimir flyr över Östersjön till Sverige.
Vladimir blir dock tvungen att hämnas eftersom den gamle, men erfarne varjagvojvoden Svenald kommer efter honom från Kievrus. Så Vladimir, hushållerskans son, och den som kommer att kristna Kievriket, återvänder till fosterlandet och rider tillsammans med sin varjaghird mot Kiev. På vägen dit ligger Polotsk, där varjagfursten Rogvold härskar. För att försäkra sig om Rogvolds stöd friar Vladimir till hans stolta dotter Rogneda av Polotsk, men får korgen. Han blir ursinnig och anfaller Polotsk med sina bärsärkar i främsta ledet. Rogvold, hans gemål och söner stupar. Vladimir tar med sig Rogneda som sin hustru och seglar med ett drakskepp längs Dnepr till Kiev. Då har storfursten Jaropolk tillsammans med vojvoden Blud flytt därifrån till fästningen Roden. När Jaropolk träffar sin broder Vladimir för att förhandla stupar han för varjagernas svärd inför ögonen på sin hirdman Varjazjko.
Så blir Vladimir Svjatoslavitj Kievrus nye härskare och hans första åtgärd som Kievs furste blir att sätta upp en avgudabild av Perun i templet. Men Varjazjko, vars liv Vladimir skonade, flyr över stäppen till petjenegerna och deltar i nomadernas anfall mot Kiev, vilket slås tillbaka, mycket tack vare en av Vladimirs vojvoder, varjagen Fjodor, som är kristen. För att fira segern över petjenegerna anordnar kievborna en hednisk fest där offerprästerna tänker offra Fjodors son Johan. Fjodor försöker rädda sin son, men båda omkommer. Fursten Vladimir blir osams med offerprästerna, man han blir tröstad av Jaropolks änka Irina, som berättar för honom om den kristna guden. När Vladimir har talat med Svenald tar han emot sändebuden från Konstantinopel och deras gåvor. Men på natten försöker Rogneda mörda Vladimir.

## Rollista
- Aleksandr Ustjogov - Jaropolk I av Kiev, Kievs storfurste
- Kirill Pletnjov - Oleg Svjatoslavitj, drevljanernas furste
- Danila Kozlovskij - Vladimir I av Kiev, Novgorods furste och därpå storfurste av Kiev
- Andrej Smoljakov - Rogvold, furste av Polotsk
- Alexandra Bortitj - Rogneda av Polotsk, Rogvolds dotter
- Svetlana Chodtjenkova - Jaropolsk hustru Irina, grekinna
- Maxim Suchanov - Svenald
- Igor Petronko - Varjazjko, Jaropolks hirdman
- Vladimir Jepifantsev - Fjodor, Jaropolks kristna hirdman
- Rostislav Bersjauer - vojvoden Blud
- Paweł Deląg - Anastas, präst
- Joakim Nätterqvist - Varjagernas hövding

## Produktion
Producenten Anatolij Maksimov berättar i en intervju hur "det hela började hösten 2008. Då visste vi ännu inte att det skulle bli det svåraste, men också det mest fascinerande i livet. Att det inte bara skulle förändra oss, utan även våra föreställningar om vad som är möjligt inom rysk film... Alla dessa år har mer än 3 000 människor befunnit sig i denna unika in i minsta detalj konstruerade värld: regissörer, skådespelare, konstnärer, kameramän, administratörer, stuntmän, finansiärer, byggjobbare och många fler yrkeskategorier." 

### Filminspelningen
Filminspelningen började i mars 2015. Utomhustagningarna gjordes på Krim: i Belogorskområdet, i den genuesiska fästningen i Sudak, i byn Sjkolnoje (Simferopoltrakten), i Bachtjysaraj och på Mys Fiolent (Sevastopol)
Filmkulisserna har återanvänts i den första filmparken på Krim och i hela Ryssland. Uppförandet av Viking-parken påbörjades i oktober 2015 på bergsfloden Kyzylkobinkas vänstra strand, i början av Krasnyje pestjery (Kyzyl-Koba). Filmparken Viking öppnades i maj 2016.
Joakim Nätterqvist berättade för TV4 att han arbetatade med en översättare, en norsk skådespelare som har bott (och utbildat sig) i Ryssland. Dialogen är en mycket avskalad blandning av svenska och norska, för att simulera fornnordiska . 

## Marknadsföring
TASS  rapporterade den 13 jan 2017 att "Viking" hade sålts till mer än 60 länder, däribland Italien, Storbritannien, Tyskland, Spanien, Belgien, Schweiz, Kina och Sydkorea, dock ej Sverige.

## Recensioner och omdömen
Filmen fick motstridiga och blandade recensioner i pressen.

Majoriteten av recensenterna berömde hur naturalistiskt det hedniska Kievrus skildras. Anton Dolin på sajten Afisja ansåg att filmen skulle få många att betrakta den grymme fursten Vladimir med andra ögon och rysa vid åsynen av hans monument, som avtäcktes 4 november 2016 på Borovitskijtorget i Moskva: "Filmen Viking var uppenbarligen tänkt som en film om kristendomens ankomst till Kievrus. Men den blev det motsatta." 
Denis Ruzajev på tidskriften TimeOut ansåg att "manusförfattarna tolkar sin huvudkaraktär sällsynt ambivalent - det är tydligt att Vladimir snarare ska vara en antihjälte, men hur ska man svartmåla en döpare?"
Jegor Cholmogorov menade att endast den som inte kan den ryska historien och som uppfattar den som genomsmutsig kan göra en sådan film.
De positiva recensenterna uppskattade filmens tekniska lösningar. Även i Kino Mail.Rus negativa recension noterades att "filmen var mäktigt och vackert gjord, på samma nivå som de bästa moderna historiska fantasyfilmerna i världen."
På IMDb fick filmen 5, 5 (av 10).